# Xnoybis (песня)
Xnoybis — песня английской индастриал-метал группы Godflesh. Песня была выпущена в качестве промосингла в 1995 году на совместном издании лейблов Earache Records и Columbia Records

## Об альбоме
Сингл был выпущен только в США ограниченным тиражом. На диск, помимо двух версии песни «Xnoybis», вошли два ремикса: «Xnoybis (Clubdub)» и «Xnoybis (Psychofuckdub)». Трек «Xnoybis (Edit)» является сокращенной версией песни и отличается лишь меньшей длительностью. Песня «Xnoybis (Clubdub)»  так же издавалась на сборниках «Earache Spring/Summer '95 Sampler» и «Ham 'n Eggs Spring Sampler '95», оба сборника были идентичными и отличались лишь названием.

## Список композиций
| №  | Название                  | Длительность |
| -- | ------------------------- | ------------ |
| 1. | «Xnoybis(Edit)»           | 4:24         |
| 2. | «Xnoybis (Clubdub)»       | 7:24         |
| 3. | «Xnoybis (Psychofuckdub)» | 17:26        |
| 4. | «Xnoybis»                 | 5:55         |

## Участник записи
- Джастин Бродрик (J. K. Broadrick) — электрогитара, вокал, микширование
- Бен Грин (G.C. Green) — бас-гитара
- Боб Людвиг (Bob Ludwig) — мастеринг